# Mofu (Tanzania)
Mofu è una circoscrizione rurale (rural ward) della Tanzania situata nel distretto di Kilombero, regione di Morogoro. Conta una popolazione di 11 722 abitanti (censimento 2012).